# Dreumel

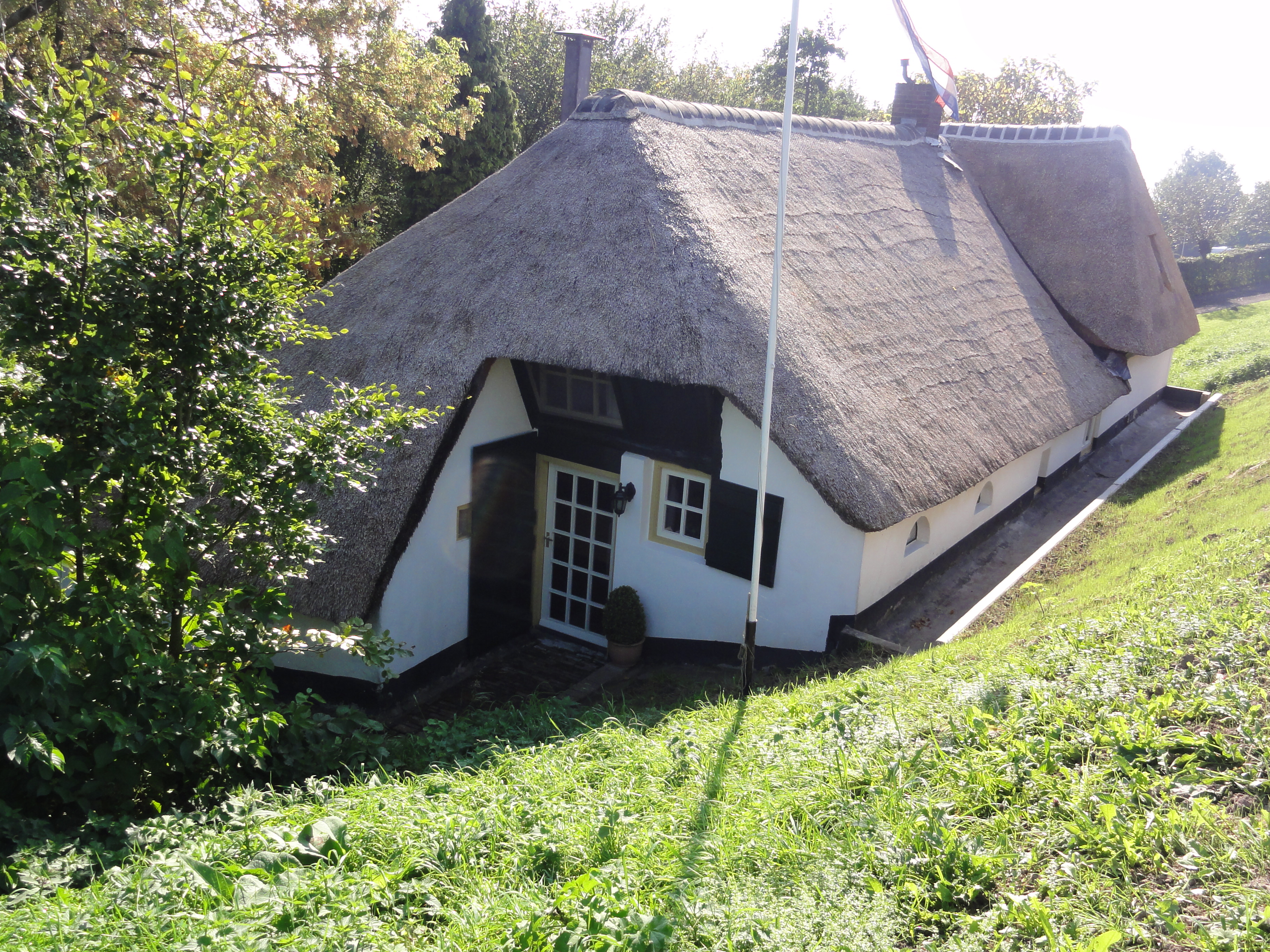
Fattoria lungo la Waaldijk a Dreumel

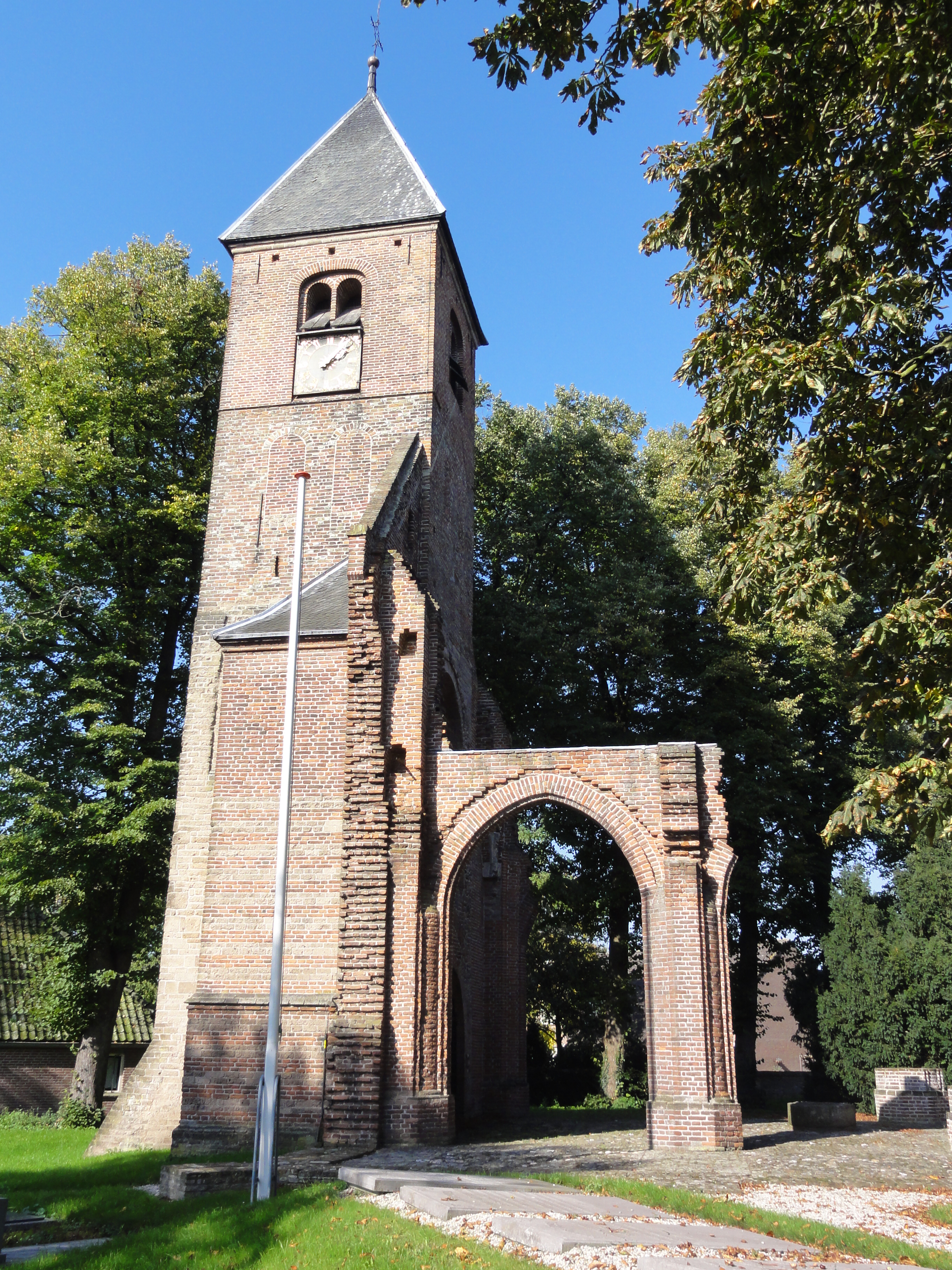
Dreumel: la chiesa protestante

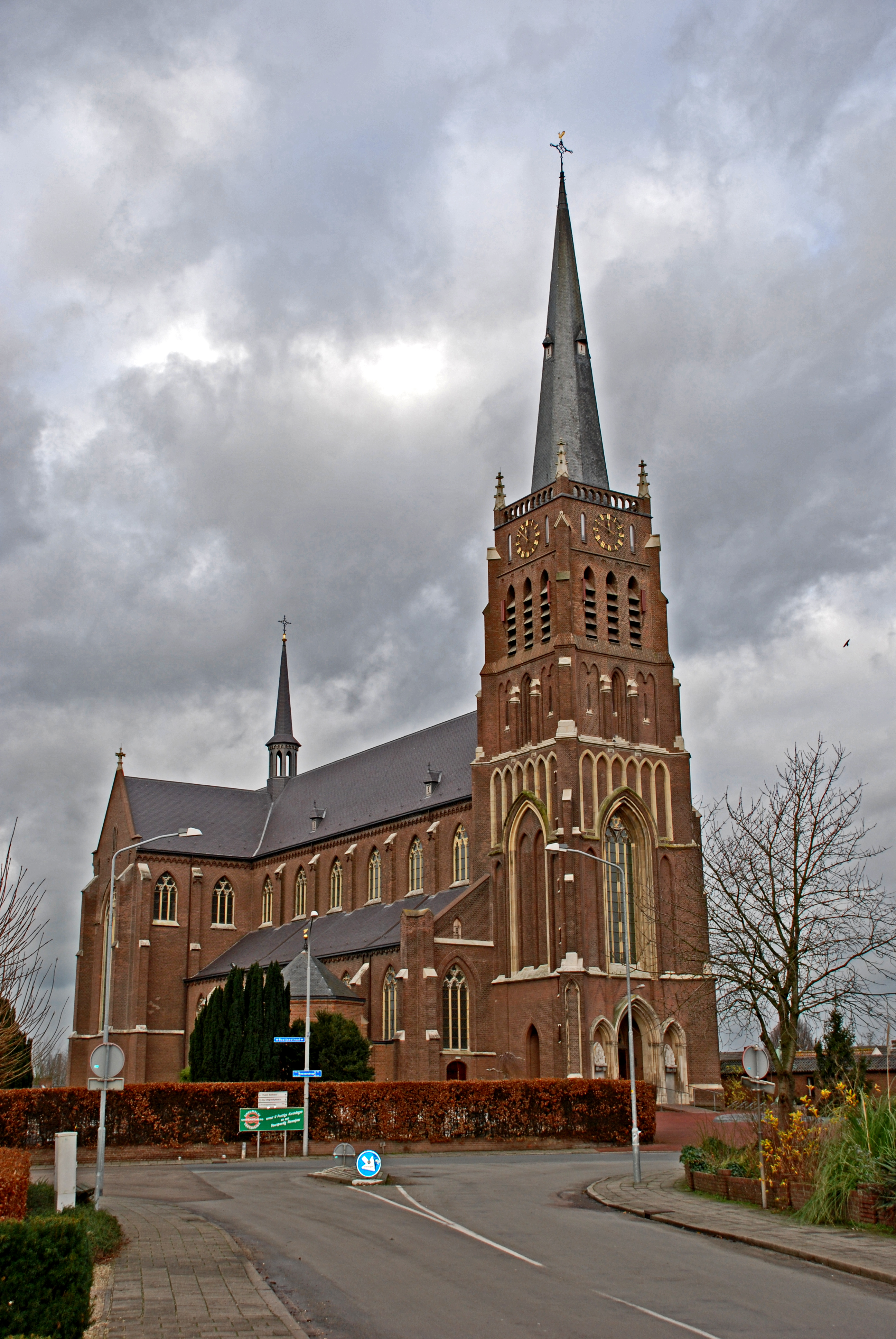
Dreumel: la chiesa di Santa Barbara

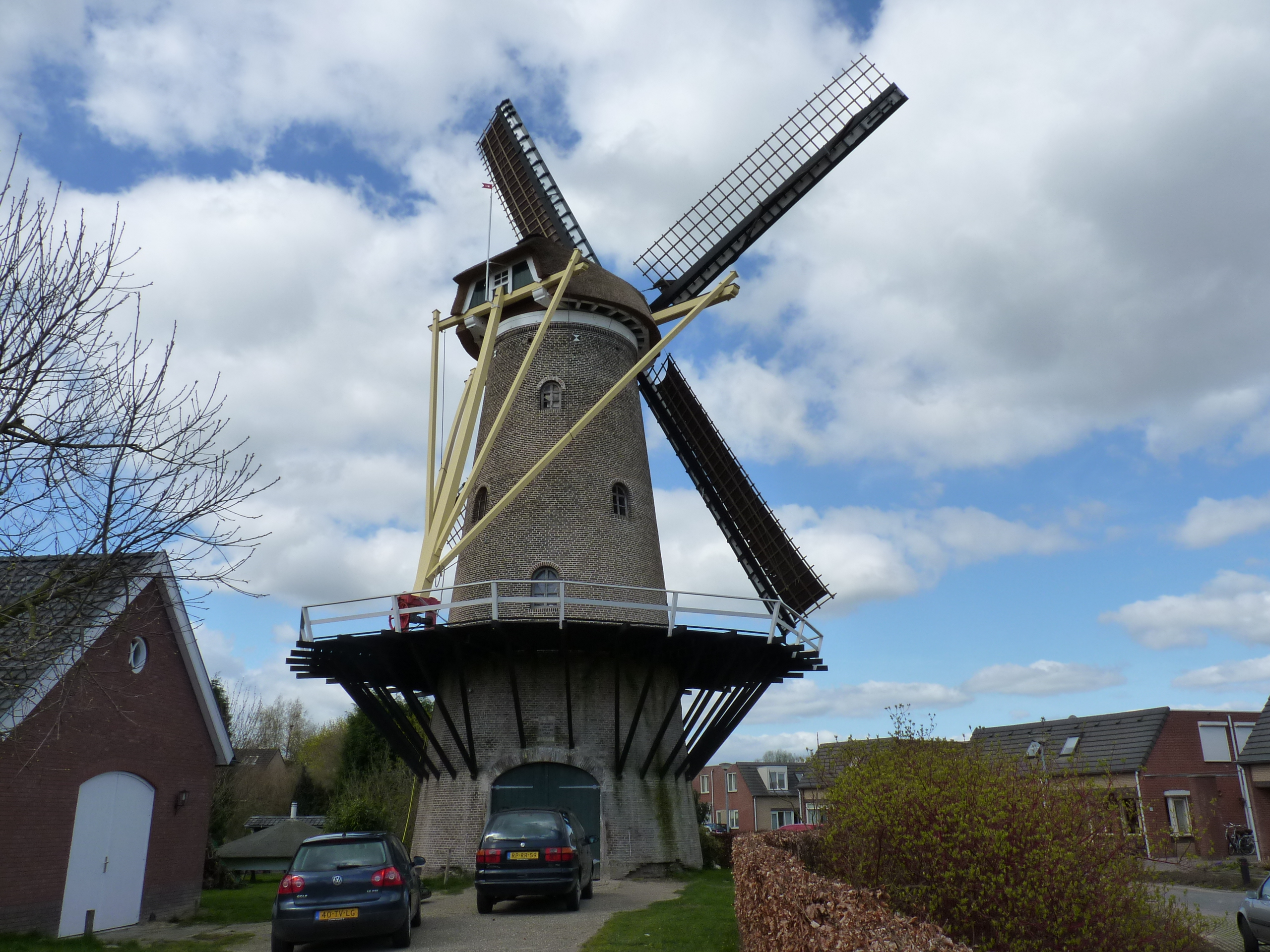
Il mulino di Dreumel

Dreumel è un villaggio (dorp) di circa 3 500 abitanti dell'est dei Paesi Bassi, facente parte della provincia della Gheldria (Gelderland) e situato lungo il corso del fiume Waal, nella regione di Land van Maas en Waal. Dal punto di vista amministrativo, si tratta di un ex-comune, dal 1985 inglobato nella municipalità di West Maas en Waal.

## Geografia fisica
Dreumel si trova tra le città di 's-Hertogenbosch e Nimega (rispettivamente a nord della prima e ad ovest della seconda), a pochi chilometri a est di Ophemert e a nord-ovest di Alphen. Il fiume Waal scorre lungo la parte occidentale del villaggio.
Il villaggio di Dreumel occupa un'area di 18,58 km², di cui 2,39 km² sono costituiti da acqua.

## Origini del nome
Il toponimo Dreumel, attestato anticamente come Tremele (893), Trumele (1117), Thremele (XII secolo), Drumel (1225), Dromel (seconda metà del XIII secolo), Dromele (1294), Droemel (1342), Druemelen (1560 ca.) e Drumel (1665), è formato dal termine germanico þrum*-, che significa "pezzo di terra", e dal termine lo, che significa "bosco".

## Storia

### Dalle origini ai giorni nostri
Per oltre trecento anni, segnatamente tra il 1326 e il 1640, il nome del villaggio era strettamente legato a quello  della famiglia Van der Poll.
Nella notte tra il 4 e il 5 marzo 1855, Dreumel e i villaggi limitrofi vennero colpito da una violenta alluvione.
Il 3 maggio 1956 giunse a Dreumel in visita ufficiale la regina Giuliana.

### Simboli
Nello stemma di Dreumel è raffigurata un'aquila di colore rosso con il becco blu su sfondo giallo. Si tratta dello stemma della famiglia Van der Poll.

## Monumenti e luoghi d'interesse
Kantens conta 9 edifici classificati come rijksmonument.

### Architetture religiose

#### Chiesa protestante
Tra i principali edifici religiosi di Dreumel, figura la chiesa protestante, situata lungo il Kerkpad e che presenta un campanile risalente agli inizi del XIV secolo e un coro risalente agli inizi del XVI secolo.

#### Chiesa di Santa Barbara
Altro edificio di Dreumel classificato come rijksmonument è la chiesa di Santa Barbara, una chiesa in stile neogotico, situata lungo la Rooijsestraat e costruita nel 1868 su progetto dell'architetto H.J. van Tulder.

#### Scultura di Gesù Cristo
Di fronte alla chiesa di Santa Barbara si trova una scultura in bronzo raffigurante Gesù Cristo, realizzata nel 1926 dalla ditta Etermann di Bruxelles su progetto di August Falise.

### Architetture civili

#### Mulino di Dreumel
Sempre lungo la Rooijsestraat si trova il mulino di Dreumel, un mulino a vento risalente al 1845.

## Società

### Evoluzione demografica
Al censimento del 2022, Dreumel contava una popolazione pari a 3 568 unità.
La popolazione al di sotto dei 16 anni era pari a 519 unità, mentre la popolazione dai 65 anni in su era pari a 829 unità.
La località ha conosciuto un progressivo incremento demografico a partire dal 2014, quando contava 3 343 abitanti.

## Geografia antropica

### Suddivisioni amministrative
buurtschappen
- Oude Maaswijk